# Poblado talayótico

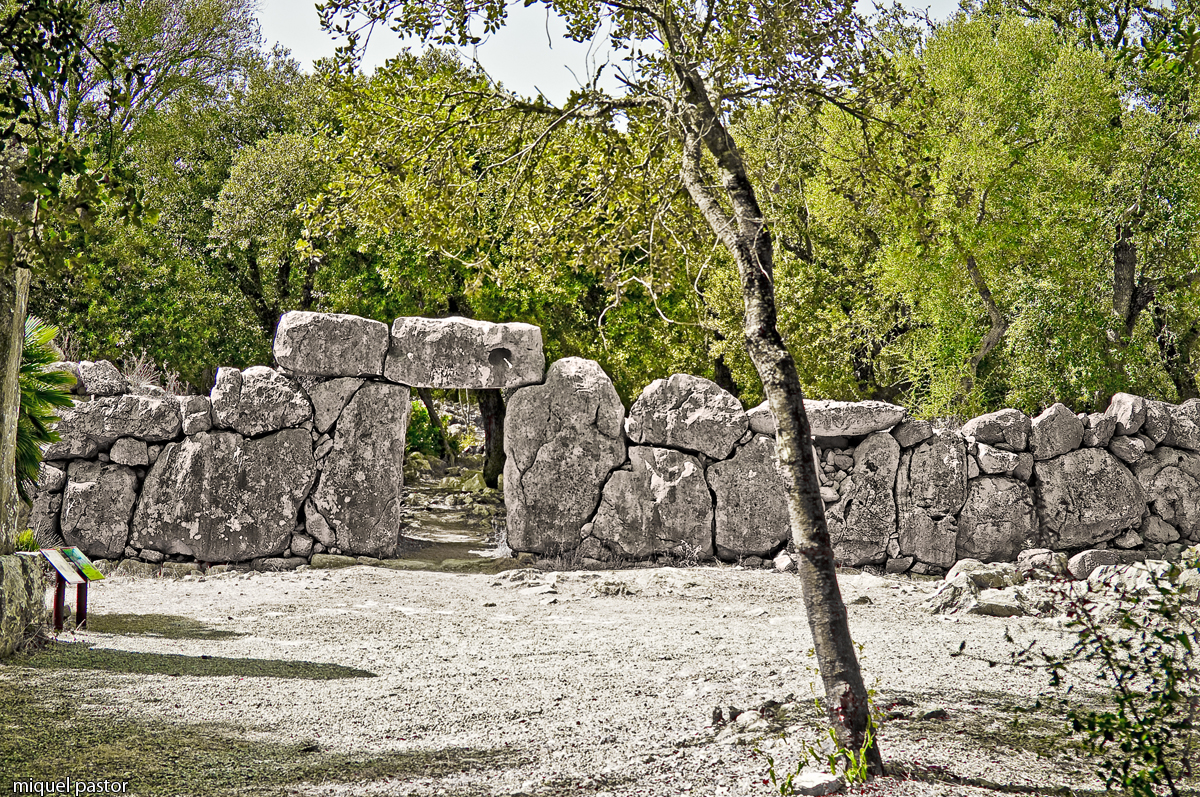
Muralla del poblado talayótic de Ses Païsses (Artá)

El poblado talayótico es una forma constructiva que se desarrolla en las islas españolas de Mallorca y en Menorca, Baleares, hacia el primer milenio a. C. Nacen en época talayótica, a pesar de que algunos se ubican en lugares ya habitados en época pretalayótica, pero su máximo desarrollo llega, sobre todo en Menorca, durante el período postalayótico. Especialmente en época postalayótica, los poblados suelen constar de una muralla formada por bloques de piedra ciclópea. En el interior se encuentran un talayot o diversos talayots y otros habitáculos de diversa estructura. Los poblados eran el centro de actividades económicas y sociales. También tenían una función defensiva, de protección de los enemigos. En Menorca estas estructuras fortificadas son todavía de mayores proporciones que en Mallorca.

## Las técnicas constructivas de las murallas

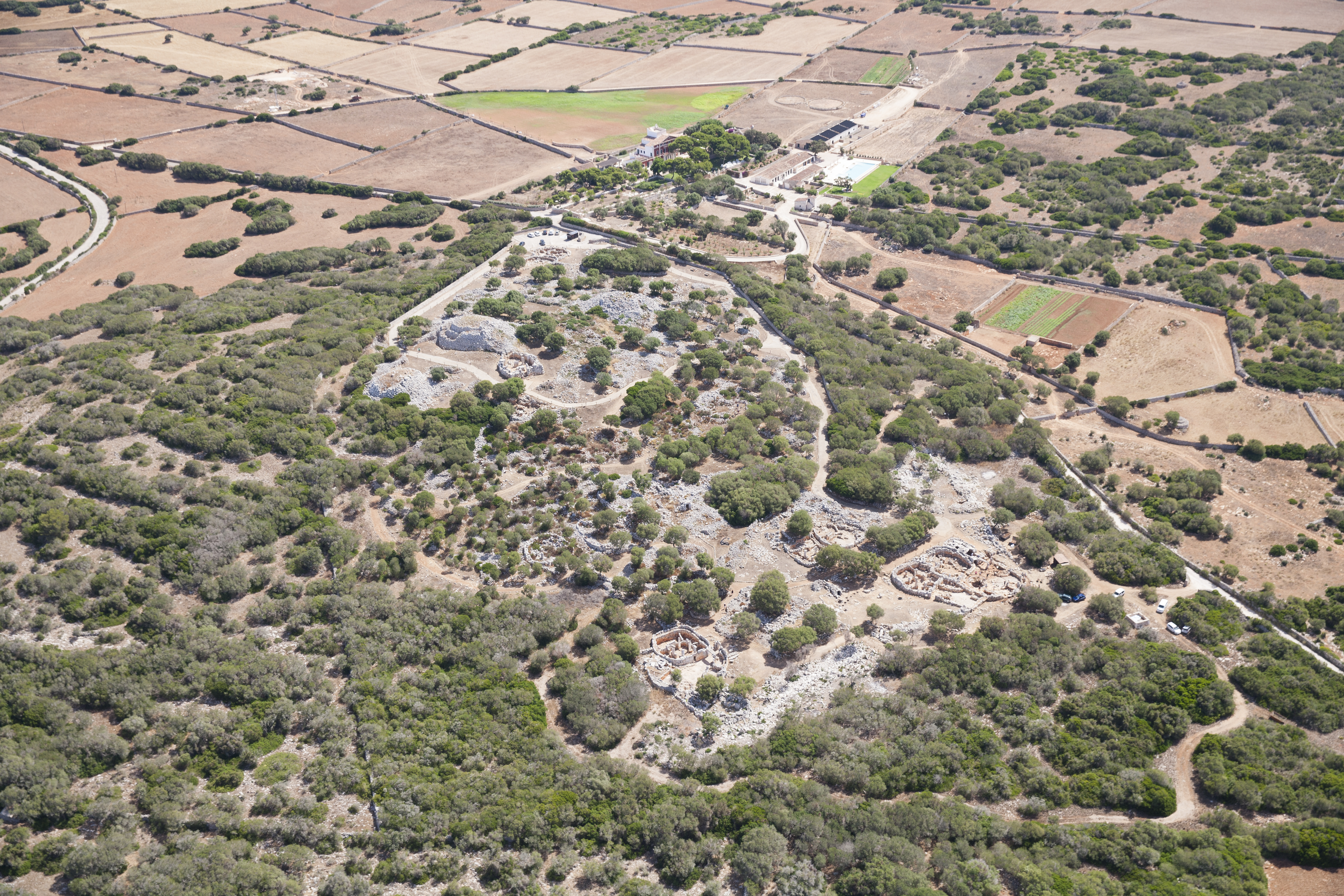
Vista aérea del poblado talayótico de Torre d'en Galmés (Alayor, Menorca)

En los poblados talayóticos fortificados se observan en la edificación de las murallas tres formas constructivas diferentes:
- Muralla ortostática: grandes losas planas pero de forma irregular (llamadas ortostatos), colocadas de manera vertical sobre un zócalo de piedras horizontales. Sobre estos ortostatos, se  posaban piedras irregulares, de cada vez más pequeñas, y empotradas en seco, que servían para aumentar la altura de la muralla.
- Muralla de piezas regulares: hecho con hiladas formadas por piedras de forma regular, trabajadas, colocadas de manera directa sobre el cimiento o sobre el suelo, sin los ortostatos.
- Muralla mixta: ortostatos iguales que los anteriores, pero coronados con piedras regulares medias, más o menos rectangulares, colocadas en hiladas, también en seco.

No se sabe con certeza si las diferentes técnicas mantienen una separación cronológica. Sí que parece patente que los ortostatos corresponden a los trazados originales de las murallas de los diferentes poblados. Su construcción se puede datar en un momento próximo al 800 aC, puesto que esta es la fecha de la muralla del poblado de ses Païsses (Artá), de momento la única que ha sido datada. Sería factible que la parte superior se hubiera coronado con piedras irregulares y que, con posterioridad, ya con influencias constructivas púnicas o romanas, se hubieran restaurado partes de la muralla con hiladas de sillares regulares. Se sabe que en la época talayótica  hubo más de 250 poblados en Mallorca, lo cual indicaría una densidad de población bastante importante.

## Los poblados talayóticos en Menorca
En la isla de Menorca los poblados presentan, además de los talayots, las construcciones típicas del periodo posttalayótico menorquín: los recintos de taula y los círculos de habitación postalayóticos junto con las  salas hipóstilas y los sistemas de recogida de agua
En cuanto a las murallas, hay pocos poblados menorquines donde se hayan identificado. Algunos solo tienen murallas en ciertos tramos y muchos no tienen ningún rastro. A veces se observa que las viviendas más periféricas de los poblados tienen las paredes exteriores bastante gordas cómo para hacer la función de murallas defensivas e incluso como algunos círculos de habitación se adosan o están adosados a paramentos de muralla. Parece que las murallas menorquinas son más tardías que las mallorquinas, casi siempre de los últimos siglos del primer milenio aC, mientras que las mallorquinas casi todas son del comienzo del primer milenio a. C. De todas maneras este es un tema de debate, puesto que los parecidos entre las murallas de las dos islas son tan evidentes que se hace difícil de aceptar un distanciamiento temporal muy largo. En las murallas del poblado de Son Catlar, en Menorca, se  ven tramos con ortostatos mientras otros tramos presentan una construcción más regular, con tendencia a las hiladas horizontales y, finalmente, hay unos baluartes defensivos rectangulares, adosados al exterior de las murallas, de clara influencia clásica: construidos con piedras rectangulares dispuestas claramente en hiladas. Estas reformas podrían datarse de finales del siglo III a. C. en el contexto de la segunda guerra púnica y finalmente alrededor del siglo II a. C. en relación con la conquista romana de la isla. A menudo los poblados de Menorca son más grandes y monumentales que los de Mallorca. A veces, como en el caso de Torre d’en Galmés, son verdaderas ciudades talayóticas, con una extensión y monumentalidad sin paregón en la isla de Mallorca.